# Zoé (bande dessinée)
Pour les articles homonymes, voir Zoé.
Zoé enfant terrible
Zoé ou Zoé enfant terrible est un personnage et une série de bande dessinée, par Michel Douay. Zoé est une petite fille facétieuse. Ses gags paraissent dans Le Parisien libéré de 1949 à 1974. En alternance avec Michel Douay, d'autres dessinateurs œuvrent sur cette série : Carbi, Ange-Michel, Moisan.

## Historique
Le créateur de cette série est Michel Douay, en 1949, dans Le Parisien libéré. D'autres dessinateurs interviennent sur cette série : Carbi, Ange-Michel et Moisan. Ils ont des styles différents, mais la silhouette de Zoé reste la même. 
La série observe une cohérence d'ensemble malgré les différences liées aux auteurs. Michel Douay et Ange-Michel soignent particulièrement les décors ; Carbi et Moisan attachent plus d'importance aux gags eux-mêmes.
7 800 bandes paraissent de cette série. Si Michel Douay en est le créateur et réalise la plupart des gags, Ange-Michel en réalise environ 1 200.
Zoé est une petite fille impertinente, avec des couettes dressées sur sa tête. Ses gags ne paraissent pas en albums, ils sont publiés exclusivement dans Le Parisien libéré, pendant vingt-cinq ans, jusqu'en 1974. Le succès est grand auprès du lectorat du Parisien.
L'exclusivité pour Le Parisien ne permet pas l'édition en albums. Mais la série paraît dans d'autres journaux régionaux : La Liberté du Massif central, L'Oise Matin, La Liberté de l'Est.